# Зазаки
Зазаки е език на който говори малцинството Заза в Източна Турция. Според справочника Ethnologue: Languages of the World е част от северозападната група ирански езици от индо-иранския клон към Индо-европейското езиково семейство.
Зазаки е близък до талишкия език и има три основни диалекта – северен, централен и южен зазаки.